# Architekt (miesięcznik)
Architekt – miesięcznik poświęcony architekturze, budownictwu i przemysłowi artystycznemu wydawany od 1900 roku w Krakowie założony i przez pierwsze dekady prowadzony przez Władysława Ekielskiego. Od 1929 organ Związku Architektów Województwa Krakowskiego.

## Historia
Czasopismo wydawane w latach 1900–1915, 1922–1926, 1929–1932, 1990–1991. Początkowo nakładem Krakowskiego Towarzystwa Technicznego w Krakowie, od 1922 roku Krakowskiego Koła Architektów, a od 1990 Stowarzyszenia Architektów Polskich, Oddział w Krakowie. Pierwszy numer wyszedł z Drukarni Uniwersytetu Jagiellońskiego pod zarządem J. Filipowskiego. Od inauguracji działalności pisma, jego wieloletnim redaktorem naczelnym był Władysław Ekielski (1900–1906, 1922–1926). Kolejnymi redaktorami naczelnymi byli: Jerzy Warchałowski (1908–1915), Jan Zubrzycki, Adolf Szyszko-Bohusz (od 1925) i Henryk Jasieński (od 1929).
W skład pierwszego komitetu redakcyjnego wchodzili Stanisław Barabasz, Władysław Kaczmarski, Rajmund Meus, Sławomir Odrzywolski, Józef Pokutyński, Wincenty Wdowiszewski, Jan Zawiejski i Jan Zubrzycki. Na przestrzeni lat w piśmie publikował też m.in. Jerzy Warchałowski i Teodor Talowski.
W latach 1916–1922 pismo nie ukazywało się. Wznowiono je w marcu 1922 roku, dzięki dotacji Ministerstwa Sztuki i Kultury, Okręgowej Dyrekcji Odbudowy we Lwowie i wsparciu Kół Architektów w Krakowie i Lwowie.
W 1990 pismo zostało wznowione w tradycyjnej formie graficznej. Redaktorem naczelnym był Romuald Loegler. Wyszedł 1 podwójny numer i kolejny (jako 3) w następnym roku.
Na łamach Architekta, poza artykułami omawiającymi najnowsze doniesienia ze świata architektury, znajdowały się reprodukcje rysunków i rycin przedstawiających projekty budynków; rzuty pięter, detale.